# 特呈岛
特呈岛，是中华人民共和国广东省湛江市的一座海岛，西接湛江港，北临南三岛，南与东头山岛和东海岛相望，面积为3.6平方公里，常住人口约5000人。特呈岛是著名的旅游胜地，2011年入选中国首批国家级海洋公园。

## 历史
特呈岛原与大陆相连，因火山爆发、地壳变动分离而成海岛，自南宋末年起，有福建先民迁徙至此繁衍生息，明朝翰林学士解缙曾登上特呈岛，留下七言律诗《题特呈山温通阁》。岛上盐场曾十分兴旺，清朝康熙六年（1667年），官方的盐税机构盐课司署就设在特呈岛。
2011年5月，国家海洋局公布广东特呈岛国家级海洋公园成为中国首批国家级海洋公园。2022年，湛江市特呈全域旅游岛景区被评为国家3A级旅游景区。

## 经济
该岛主要产业和经济来源主要为海洋捕捞及海水养殖，是广东省内大型的海水养殖基地，有“海上渔村”之称。

## 旅游
特呈岛以长约2公里、逾500亩的连片天然红树林最为知名，其环绕半个岛屿，被列为国家一级保护林，沿岛修建有近10公里的环岛观光绿道，串连起八音桥、随波亭、听涛亭、西海岸观景平台等景点。

## 民俗
特呈岛7条自然村建有纪念粤西俚人领袖冼夫人的“会宫庙”和“冼太庙”共7座，是少数建有冼夫人庙的海岛。另外，特呈岛上也沿袭了粤西传统的年例习俗，在每年农历十一月廿三、廿四日举行，上岛游客最高峰时超过两万人，规模大约是普通旅游旺季游客数的10倍。

## 交通
特呈岛对外交通依靠轮渡，由湛江市区霞山码头至特呈岛约需要十分钟船程。